# Song Min-seok
Song Min-seok (* 23. Februar 1982) ist ein südkoreanischer Fußballschiedsrichter. Er ist seit 2012 K-League-Schiedsrichter und pfeift Spiele der K League Classic und der K League Challenge.